# 木曾平澤站
木曾平澤站（日语：／ Kiso-hirasawa eki */?）是屬於東海旅客鐵道（JR東海）中央本線的鐵路車站，位於日本長野縣鹽尻市大字木曾平澤。

## 歷史
- 1930年（昭和5年）6月5日：開業，為鐵道省的一個車站。
- 1949年（昭和24年）6月1日：成為日本國有鐵道的一個車站。
- 1972年（昭和47年）11月30日：貨運業務停止辦理。
- 1987年（昭和62年）4月1日：國鐵分割民營化，成為東日本旅客鐵道的車站。

## 車站結構
本站為側式月台2面2線的地面車站。

### 月台配置
| 月台 | 路線     | 方向 | 目的地             |
| ---- | -------- | ---- | ------------------ |
| 1    | 中央本線 | 下行 | 鹽尻、長野方向     |
| 2    | 中央本線 | 上行 | 中津川、名古屋方向 |

## 车站周边
- 鹽尻市役所楢川支所
- 国道19号
- 木曾漆器館

## 相鄰車站
東海旅客鐵道（JR東海）
 中央本線
■普通
贄川－木曾平澤－奈良井